# Перевоз (Удомельский район)
Перевоз — деревня в Удомельском городском округе Тверской области.

## География
Деревня находится в северной части Тверской области на расстоянии приблизительно 28 км на запад по прямой от железнодорожного вокзала города Удомля на правом берегу реки Мста.

## История
Впервые упоминается в 1551 году. В 1886 это сельцо, при котором временно проживали 15 крестьян и при построенном рядом шлюзе — 4 крестьянина. При шлюзе была водяная мельница. Дворов (хозяйств) было учтено 8 (1911), 17 (1958), 3 (1986), 2 (1999). В советский период истории работали колхозы «Перевоз», «Красный Октябрь» и им. Дзержинского. До 2015 года входила в состав Мстинского сельского поселения до упразднения последнего. С 2015 года в составе Удомельского городского округа. Ныне имеет дачный характер.

## Население
Численность населения: 61 человек (1911), 42 (1958), 3 (1986), 3 (1999), 0 как в 2002 году, так и в 2010.